# Bornbergskopf
Der Bornbergskopf ist ein 410,6 m ü. NHN hoher Berg in Nordhessen. Er liegt zwischen den Dörfern Neumorschen (etwa 4 Kilometer nördlich), Konnefeld (2,5 km östlich) und Wichte (2 km westsüdwestlich), alles Ortsteile von Morschen im Schwalm-Eder-Kreis. Der Berg gehört zum nordöstlichen Ausläufer des Knüllgebirges im weiteren Sinn. Die Fulda verläuft östlich, der Fulda-Zufluss Wichte westlich des Bergs. Der Bornbergskopf ist bewaldet; sein Gipfel ist nur auf Forstwegen erreichbar und bietet keine Aussicht.
Auf seiner Südwestflanke lag das heute wüste Niederwichte.